# John A. Hunter
John Alexander Hunter (1887-1963), est un chasseur professionnel et un guide de chasse écossais actif au Kenya de 1908 aux années 1950.

## Biographie
Né à Shearington, Dumfries, en Écosse en 1887, il s'installe au Kenya en 1908 et entame une carrière de chasseur professionnel en chassant les lions pour leur fourrure.
Il devient parallèlement guide de chasse aux grands fauves pour des clients européens et américains. Il fera ainsi tirer plus de 1 400 éléphants et récoltera de nombreux trophées records.
Comme de nombreux européens installés en Afrique de l'est, il participera aussi à la conservation et à la régulation des espèces sauvages de cette région.
Il meurt à Makindu, au Kenya, en 1963.

## Œuvres
- White hunter (1938).- Autobiographie. Traduction française : Chasses tropicales. Les aventures et les expériences d'un guide de chasse en Afrique, Paris, Payot, 1939 & Paris, Montbel, 2010  (ISBN 9782356530219)
- Hunter (1952).- Autobiographie. Traduction française : Chasseur dans la création, Paris, Amiot-Dumont, 1953 & Professional hunter. Un guide de chasse au Kenya, Paris, Montbel, 2007  (ISBN 9782914390583)